# Championnats d'Europe de trampoline
Les Championnats d'Europe de trampoline sont une compétition européenne de gymnastique. Les premiers championnats ont eu lieu à Paris en 1969.

## Éditions
S : Séniors (depuis 1969). J : Juniors (depuis 1972). Les Séniors et Juniors sont regroupés en même temps depuis 2000.
| N°  | Année | Ville hôte        | Pays hôte            | Épreuves (S + J) |
| --- | ----- | ----------------- | -------------------- | ---------------- |
| 1re | 1969  | Paris             | France               | 4                |
| 2e  | 1971  | Gand              | Belgique             | 4                |
| 3e  | 1973  | Edinburgh         | Royaume-Uni          | 4                |
| 4e  | 1975  | Bâle              | Suisse               | 4                |
| 5e  | 1977  | Essen             | Allemagne de l'Ouest | 4                |
| 6e  | 1979  | Paris             | France               | 4                |
| 7e  | 1981  | Brighton          | Royaume-Uni          | 6                |
| 8e  | 1983  | Burgos            | Espagne              | 12               |
| 9e  | 1985  | Groningue         | Pays-Bas             | 14               |
| 10e | 1987  | Braga             | Portugal             | 14               |
| 11e | 1989  | Copenhague        | Danemark             | 14               |
| 12e | 1991  | Poznań            | Pologne              | 14               |
| 13e | 1993  | Sursee            | Suisse               | 13               |
| 14e | 1995  | Antibes           | France               | 13               |
| 15e | 1997  | Eindhoven         | Pays-Bas             | 14               |
| 16e | 1998  | Dessau            | Allemagne            | 14               |
| 17e | 2000  | Eindhoven         | Pays-Bas             | 14+14            |
| 18e | 2002  | Saint-Pétersbourg | Russie               | 14+14            |
| 19e | 2004  | Sofia             | Bulgarie             | 14+14            |
| 20e | 2006  | Metz              | France               | 14+14            |

| N°  | Année | Ville hôte        | Pays hôte   | Épreuves (S + J) |
| --- | ----- | ----------------- | ----------- | ---------------- |
| 21e | 2008  | Odense            | Danemark    | 14+14            |
| 22e | 2010  | Varna             | Bulgarie    | 14+14            |
| 23e | 2012  | Saint-Pétersbourg | Russie      | 14+14            |
| 24e | 2014  | Guimarães         | Portugal    | 14+14            |
| 25e | 2016  | Valladolid        | Espagne     | 14+14            |
| 26e | 2018  | Bakou             | Azerbaïdjan | 14+14            |
| 27e | 2021  | Sotchi            | Russie      | 13+14            |
| 28e | 2022  | Rimini            | Italie      | 14+13            |
| 29e | 2024  | Guimarães         | Portugal    | 14+12            |

## Tableau des médailles
Mis à jour après l'édition 2022.
| Rang  | Nation               | Or  | Argent | Bronze | Total |
| ----- | -------------------- | --- | ------ | ------ | ----- |
| 1     | Russie               | 85  | 38     | 25     | 148   |
| 2     | Union soviétique     | 37  | 15     | 6      | 58    |
| 3     | France               | 33  | 24     | 27     | 84    |
| 4     | Royaume-Uni          | 30  | 33     | 38     | 101   |
| 5     | Biélorussie          | 22  | 21     | 20     | 63    |
| 6     | Portugal             | 19  | 29     | 18     | 66    |
| 7     | Allemagne de l'Ouest | 19  | 8      | 4      | 31    |
| 8     | Allemagne            | 17  | 18     | 24     | 59    |
| 9     | Ukraine              | 11  | 11     | 26     | 48    |
| 10    | Espagne              | 9   | 4      | 14     | 27    |
| 11    | Pologne              | 7   | 8      | 9      | 24    |
| 12    | Belgique             | 5   | 5      | 5      | 15    |
| 13    | Bulgarie             | 4   | 3      | 5      | 12    |
| 14    | Danemark             | 3   | 5      | 7      | 15    |
| 15    | Géorgie              | 1   | 5      | 2      | 8     |
| 16    | Suède                | 1   | 4      | 5      | 10    |
| 17    | Pays-Bas             | 1   | 3      | 2      | 6     |
| 18    | Azerbaïdjan          | 1   | 2      | 2      | 5     |
| 19    | Suisse               | 1   | 1      | 1      | 3     |
| 20    | Slovaquie            | 1   | 1      | 0      | 2     |
| 21    | Grèce                | 0   | 0      | 1      | 1     |
| 21    | Moldavie             | 0   | 0      | 1      | 1     |
| Total | Total                | 307 | 238    | 242    | 787   |